# 마적 (도적)
마적(馬賊)은 도적의 일종으로, 기병 조직의 기동성을 이용해 전투를 벌이고 무역을 행하는 집단을 가리킨다. 대표적인 것이 청나라 말기 만주에서 활동하기 시작한 마적들이며, 이미 명나라 이후 시점에서 말을 타고 활을 쏘며 보행자들을 약탈하는 향마(響馬)라 불리는 집단이 존재했다. 

## 역사
마적이라는 용어는 이미 청나라 때에 등장했다. 왕도(王度)의 역년수성기(歷年守城記)에 "마적 등천봉(滕天鳳)이 태안성(泰安城)을 쳐부수고, 관원 서래빙(徐来聘) 등 사람을 살해했다"(馬賊滕天鳳攻破泰安城，殺死官員徐来聘等人)라고 기록되어 있다. 청조의 국력이 기울고 만주에서 청조의 통제가 점차 쇠퇴하면서 치안이 악화되고 도적의 수도 늘어나자, 지역 주민들은 단련 또는 순찰대의 성격을 지닌 자위대를 조직했다. 그리고 중국의 혼란이 심화되면서 많은 집단도 약탈 행위를 벌이기 시작했다.
마적은 승마, 사격 및 기술을 중시했다. 정치적 이익이나 기타 특별한 목적이 없었던 마적에게 주요 수입원은 인질 납치를 통한 금품 강탈 또는 촌락이나 현성, 대도시의 습격을 통한 재물 강탈이었는데, 특히 현성이나 대도시에 대한 습격은 위험성이 매우 높았기에 다양한 전술이 요구되었다. 
마적은 주로 출신, 씨족, 기타 인맥으로 구성되어 있었고, 후에 러시아인, 벨라루스인 및 일본인과 조선인도 마적에 합류했다. 만주 특히 길림성의 경우에는 조선과 중국, 러시아간 국경을 이루는 변경 지역에다 산맥 등이 인접해 있어 마적이 활동하거나 은거하기에 유리한 곳이었다. 
마적은 원칙적으로 수호전에 등장하는 양산박의 유협의 정신을 따라 강간이나 학대 등의 행위를 엄격히 금지했고, 빈자에 대한 구제나 교량 건설 등의 사업을 행하는 이도 없지는 않았지만, 대부분의 마적들은 이러한 규율이고 뭐고 없이 약탈 행위는 물론 아편 밀매까지 벌였다. 
마적들은 정부에 의해 모집되어 정식으로 정규군의 일부가 되기도 했다. 마잔산(馬占山)과 같은 만주 마적의 지도자는 군벌의 일원이 되었으며, 봉천군벌의 수장 장쭤린은 아예 마적으로 시작해 만주 최고의 권력자 자리까지 오른 인물이었다. 
만주에서 일본 관동군의 통제가 점차 강화되고, 만주 마적과 일본 사이의 갈등이 점차 심각해지면서 현대와 같은 마적의 이미지가 점차 형성되었다. 당시 소련은 외몽골에 대한 지배력을 강화하기 위해 마적을 지원했고, 관동군 역시 세력 확장을 위해 마적을 지원하여 반공 활동을 벌이기도 했다.
이미 일본은 만주에서의 영향력 확대 및 만주 지역에서 활약하던 한국독립군 소탕을 목적으로 현지 마적을 사주해 훈춘 등 주요 도시들을 습격해 일본 영사관을 방화하는 등 인명피해를 일으키고, 이를 빌미로 자국민을 보호한다는 구실로 군대를 출동시켜 주둔하면서 독립군 소탕을 빌미로 조선인 및 중국인 주민들에 대한 학살을 저질렀다. 일본군은 현지에서 활동하던 한국독립군 세력을 선비(鮮匪, 조선인 도적)라는 비칭으로 부르며 마적과 동일시하였으나, 반대로 독립군들이 현지 조선인 및 중국인을 마적들로부터 보호해 주거나, 신팔균처럼 마적의 공격으로 숨진 독립군도 존재하였다. 
제2차 세계 대전이 끝난 후 만주국이 사라지고 중국 대륙에서 국민당과 공산당 간의 내전이 시작되면서 마적 조직은 점차 쇠퇴했다.

## 유명한 마적
- 왕용칭(王永清)
- 장쭤린(張作霖)
- 장징후이(張景惠)
- 마잔산(馬占山)
- 시웬둥(謝文東)
- 펑링게(馮麟閣)
- 바이인 달라이(白音大賚)
- 탁타오후(陶克陶胡)
- 샹쉬둥(尚旭東) - 일본인으로 본명은 고히나타 시로(小日向白朗)이다.
- 장종위안(張宗援) - 일본인으로 본명은 다테 준노스케(伊達順之助)이다.
- 하라다 사노스케 - 막말 신센구미 10번대 대장이었으며, 1868년 우에노 전투에서 전사했다는 것이 정설이나 실제로는 죽지 않고 중국으로 건너가서 마적이 되었다는 전설이 존재한다.

## 같이 보기
- 향마(響馬)
- 산적
- 토비(土匪)
- 대한민국의 깡패
  - 고의경(高羲敬) - 구마적이라고 불렸다.
  - 엄동욱(嚴東旭) - 신마적이라고 불렸다.
- 해적, 화남해도(華南海盜)
- 간도참변